# Isola di Lampedusa
Lampedusa (Ampidusa in siciliano) è un'isola dell'Italia appartenente all'arcipelago delle isole Pelagie, in Sicilia.
Facente parte del libero consorzio comunale di Agrigento, è l'isola più estesa dell'arcipelago delle isole Pelagie nel mar Mediterraneo, nonché la più meridionale dell'Italia e dell’Europa ma solo dal punto di vista amministrativo e giuridico, perché geograficamente fa parte dell'Africa, e geologicamente appartiene alla placca africana. Amministrativamente forma, assieme a Linosa, il comune di Lampedusa e Linosa (di cui è la sede municipale) che conta 5.871 abitanti complessivi. Con una superficie di 20,2 km², è la quinta per estensione delle isole siciliane. In greco antico era nota come Λοπαδοῦσσα Lopadoûssa, poi latinizzato in Lopadusa.
È diventata, nel corso degli anni Duemila, estremamente famosa e meta di turismo grazie all’impatto culturale di Claudio Baglioni, che frequenta l’isola dal 1998 e vi possiede una villa dal 2002. Un ruolo centrale ha avuto anche la manifestazione di grande successo O’ Scià, ideata e promossa dallo stesso cantautore romano.

## Geografia

### Territorio
L'isola ha una forma allungata e misura da O a E, 10,8 km, mentre nel punto più largo, da N a S, misura 3,6 km, per uno sviluppo perimetrale di 33,3 km. Geologicamente è un horst africano come già scritto; come Pantelleria è più vicina alle coste africane che da quella della Sicilia (basti pensare che dista 210 km dalle coste siciliane e solo 152 km da quelle africane)
Il punto più elevato dell'isola è Albero Sole, a 133 m di altitudine, ed è situata alla latitudine di 35°30' N, più a sud di Algeri, Tunisi e La Valletta.

### Zone d'interesse
Partendo dal porticciolo e, procedendo verso ovest, si incontra l'insenatura in cui si trova la Spiaggia della Guitgia, oltrepassata questa, che chiude a ovest l'insenatura del porto, il tratto di costa successivo è caratterizzato da punte e cale di interesse morfologico come Cala Croce e Cala Madonna, particolarmente profonde, Cala Greca e Cala Galera.
Dopo un tratto di costa più alta, che sormonta la Baia della Tabaccara, si giunge in vista dell'Isola dei Conigli che dista poche decine di metri dalla costa dove si trova la spiaggia omonima, e dove un tempo Domenico Modugno trascorreva le sue vacanze e dove morì il 6 agosto 1994. Subito dopo si trova Cala Pulcino e il Vallone dell'Acqua. Sul versante settentrionale dell'isola, caratterizzato da coste alte e frastagliate, a Punta Parise troviamo una grotta particolarmente ampia e dall'angusta entrata, che consente l'accesso soltanto a nuoto, al cui interno si trova una piccola spiaggia di sabbia. Proseguendo verso est ha inizio da qui un tratto di costa caratterizzato dalla presenza degli Scogli Pignolta, Sacramento e del Faraglione, seguiti da Punta Muro, Punta Cappellone che scende a strapiombo sul mare, Cala Ruperta, Punta Taccio Vecchio e Punta Alaimo che marcano un lungo litorale particolarmente selvaggio.
Altro punto d'interesse è il faro di Capo Grecale, dal quale costeggiando una grande baia detta del Mare Morto, frequentatissima da imbarcazioni e dai sub attratti dalla varietà della fauna ittica, si giunge a Punta Parrino che chiude il golfo e Punta Sottile dove si aprono alcune cale del versante meridionale come Cala Francese, in fondo alla quale si trova una spiaggia vicino all'aeroporto.

### Clima
Il clima prevalente è mediterraneo (sottotipo termomediterraneo con ombrotipo secco) e presenta caratteri di transizione verso il clima desertico, le estati in genere sono calde e molto asciutte e gli inverni miti e relativamente piovosi; le precipitazioni sono comunque molto scarse, mantenendosi in media tra i 300 e i 350 mm annui. Il persistente spirare dei venti, a causa della bassa elevazione dell'isola di Lampedusa sul livello del mare (da un minimo di 2–10 m nella parte SE a un massimo di 133 m nella parte NO), concorre a rendere sopportabile anche il caldo clima estivo, che risulta essere così piuttosto costante e privo degli eccessi che caratterizzano alcune aree della vicina costa libica.
L'andamento delle temperature medie conferma queste peculiarità climatiche, che avvicinano il clima lampedusano a quello subtropicale semi-arido tipico di alcune aree del Mediterraneo sud-orientale e lo rendono sensibilmente diverso da quello delle altre località costiere della Sicilia; osservando i dati della locale stazione meteorologica si nota che, a Lampedusa, il mese più freddo dell'anno risulta essere febbraio la cui temperatura media giornaliera è +13,6 °C, mentre il mese più caldo risulta essere agosto, con una media di +26,4 °C; a differenza delle località costiere siciliane e tunisine, nelle quali il mese più freddo dell'anno è in genere gennaio (mentre il massimo raffreddamento delle acque marine avviene nel mese successivo), il profilo della temperatura media atmosferica di Lampedusa segue quasi fedelmente quello delle acque marine, che mostrano il massimo raffreddamento a inizio/metà febbraio e il massimo riscaldamento nella seconda metà del mese di agosto.
Questa spiccata marittimità, unita alla bassa latitudine dell'isola (posta a ridosso del 35º parallelo Nord), ha l'effetto di stemperare notevolmente anche gli estremi climatici stagionali, per cui è raro che in inverno si abbiano minime inferiori ai +8 °C e che in estate le massime superino i +32 °C, salvo quando spira lo scirocco, proveniente dall'entroterra libico. A causa della spiccata insularità il clima di Lampedusa è però caratterizzato da tassi di umidità relativa mediamente elevati, compresi tra il 74% e il 78% per l'intera durata dell'anno, soprattutto nei mesi invernali mentre sono più bassi con le più elevate temperature estive; comunque nell'isola la temperatura è relativamente più fresca nella zona nord-occidentale (Monte Albero Sole, 133 m s.l.m.) e più calda nella zona sud-orientale (cittadella e zona portuale) perché più bassa e meno ventilata.
L'isola ha visto nevicate nel 1913, 1915, 1942 (la più abbondante, con accumulo ovunque, anche sulla riviera) e nel 1956. La neve ha fatto nuovamente la sua comparsa nel lembo di terra siciliano più a sud il 31 dicembre 2014 imbiancando le vie del centro abitato e la pista dell'aeroporto.
| Aeroporto di Lampedusa (1991-2018) | Mesi | Mesi | Mesi | Mesi | Mesi | Mesi | Mesi | Mesi | Mesi | Mesi | Mesi | Mesi | Stagioni | Stagioni | Stagioni | Stagioni | Anno  |
| Aeroporto di Lampedusa (1991-2018) | Gen  | Feb  | Mar  | Apr  | Mag  | Giu  | Lug  | Ago  | Set  | Ott  | Nov  | Dic  | Inv      | Pri      | Est      | Aut      | Anno  |
| ---------------------------------- | ---- | ---- | ---- | ---- | ---- | ---- | ---- | ---- | ---- | ---- | ---- | ---- | -------- | -------- | -------- | -------- | ----- |
| T. max. media (°C)                 | 16,7 | 16,0 | 17,3 | 18,8 | 21,7 | 26,0 | 28,1 | 29,0 | 28,4 | 26,7 | 21,5 | 17,6 | 16,8     | 19,3     | 27,7     | 25,5     | 22,3  |
| T. media (°C)                      | 14,7 | 14,1 | 15,2 | 16,8 | 19,5 | 24,0 | 26,6 | 27,3 | 26,7 | 24,6 | 19,3 | 15,7 | 14,8     | 17,2     | 26,0     | 23,5     | 20,4  |
| T. min. media (°C)                 | 12,6 | 12,1 | 13,0 | 14,7 | 17,3 | 22,0 | 25,2 | 26,4 | 25,1 | 22,4 | 17,1 | 13,8 | 12,8     | 15,0     | 24,5     | 21,5     | 18,5  |
| T. max. assoluta (°C)              | 23,3 | 23,7 | 26,4 | 29,1 | 31,4 | 33,8 | 35,7 | 37,2 | 34,6 | 31,5 | 27,9 | 26,0 | 26,0     | 31,4     | 37,2     | 34,6     | 37,2  |
| T. min. assoluta (°C)              | −0,2 | −0,4 | 4,6  | 7,8  | 11,3 | 14,0 | 15,6 | 17,2 | 15,6 | 14,2 | 12,4 | 0,9  | −0,4     | 4,6      | 14,0     | 12,4     | −0,4  |
| Precipitazioni (mm)                | 36,7 | 36,9 | 29,5 | 16,2 | 7,9  | 0,3  | 0,0  | 0,0  | 4,1  | 22,3 | 31,3 | 35,3 | 108,9    | 53,6     | 0,3      | 57,7     | 220,5 |
| Giorni di pioggia                  | 4    | 4    | 3    | 2    | 1    | 0    | 0    | 0    | 1    | 3    | 3    | 4    | 12       | 6        | 0        | 7        | 25    |
| Ore di soleggiamento mensili       | 209  | 202  | 264  | 296  | 308  | 340  | 384  | 389  | 338  | 287  | 231  | 226  | 637      | 868      | 1 113    | 856      | 3 474 |

### Geologia

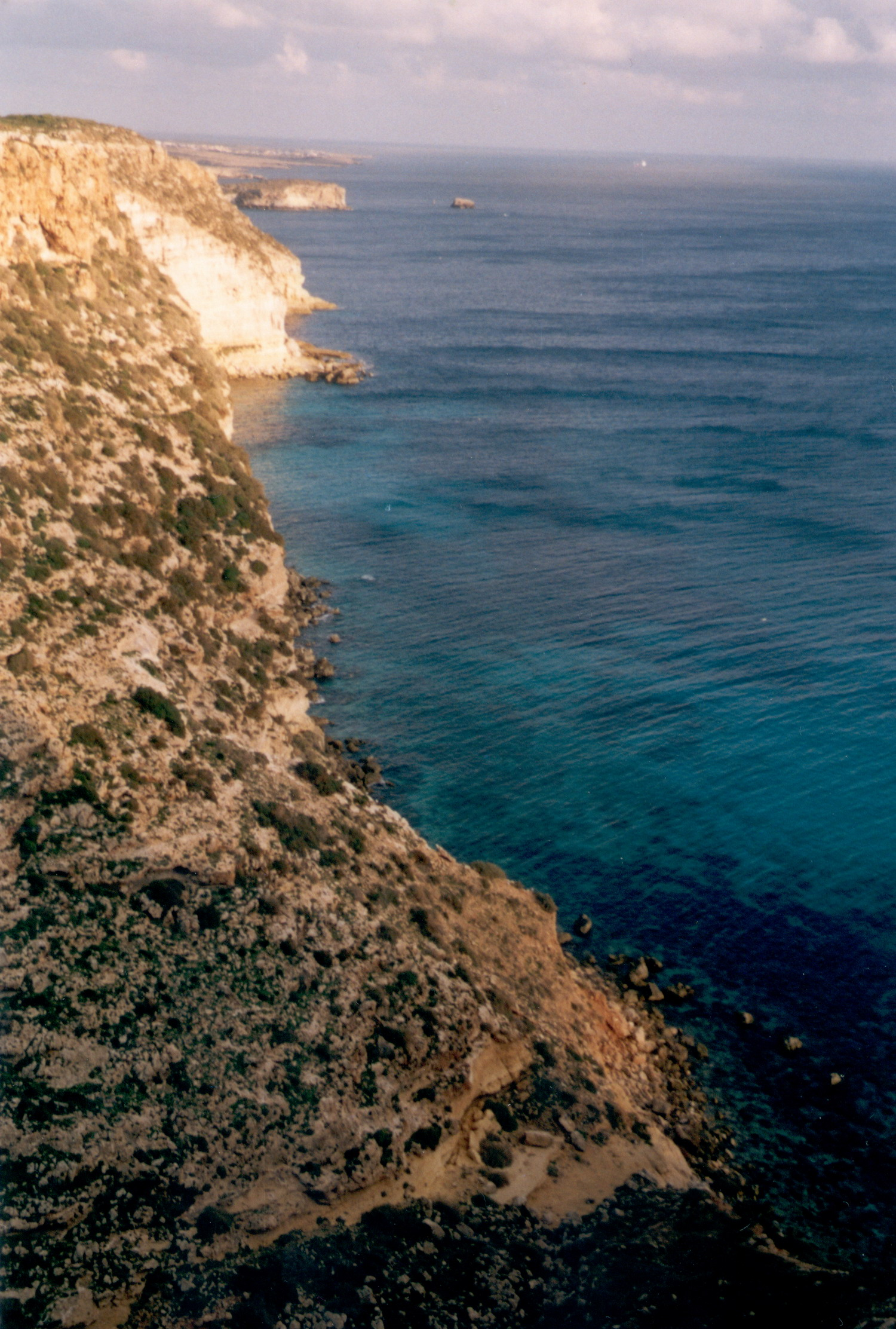
La costa meridionale dell'isola

Lampedusa e Lampione fanno parte della placca continentale africana, e si sono sollevate due milioni di anni fa, mentre Linosa è di origine vulcanica. L'origine geologica di Lampedusa si fa risalire al Tortoniano, periodo Terziario, alla fine del Miocene.
La carta ufficiale geologica di Lampedusa è stata redatta da Mario Grasso e da H. Martyn Pedley nel 1988. L'isola è un horst ed è costituita da calcari di piattaforma e di mare basso (scogliera corallina tortoniana, strati di Calca Pisana). Il tipo di terreno di Lampedusa è prevalentemente caratterizzato dalla presenza di due tipi di roccia: il calcare (carbonato di calcio) e la dolomite (carbonato di calcio e magnesio). Tuttavia il suolo calcareo non è uniforme: in alcuni punti si presenta friabile, in altri compatto e misto a roccia silicea (calcescisto) tanto da richiedere l'uso di esplosivi per lo sbancamento. Ci sono notevoli strati di pietra arenaria di durezza inferiore alla pietra di calce che, esposta agli agenti atmosferici, diviene porosa e facile allo sfaldamento.

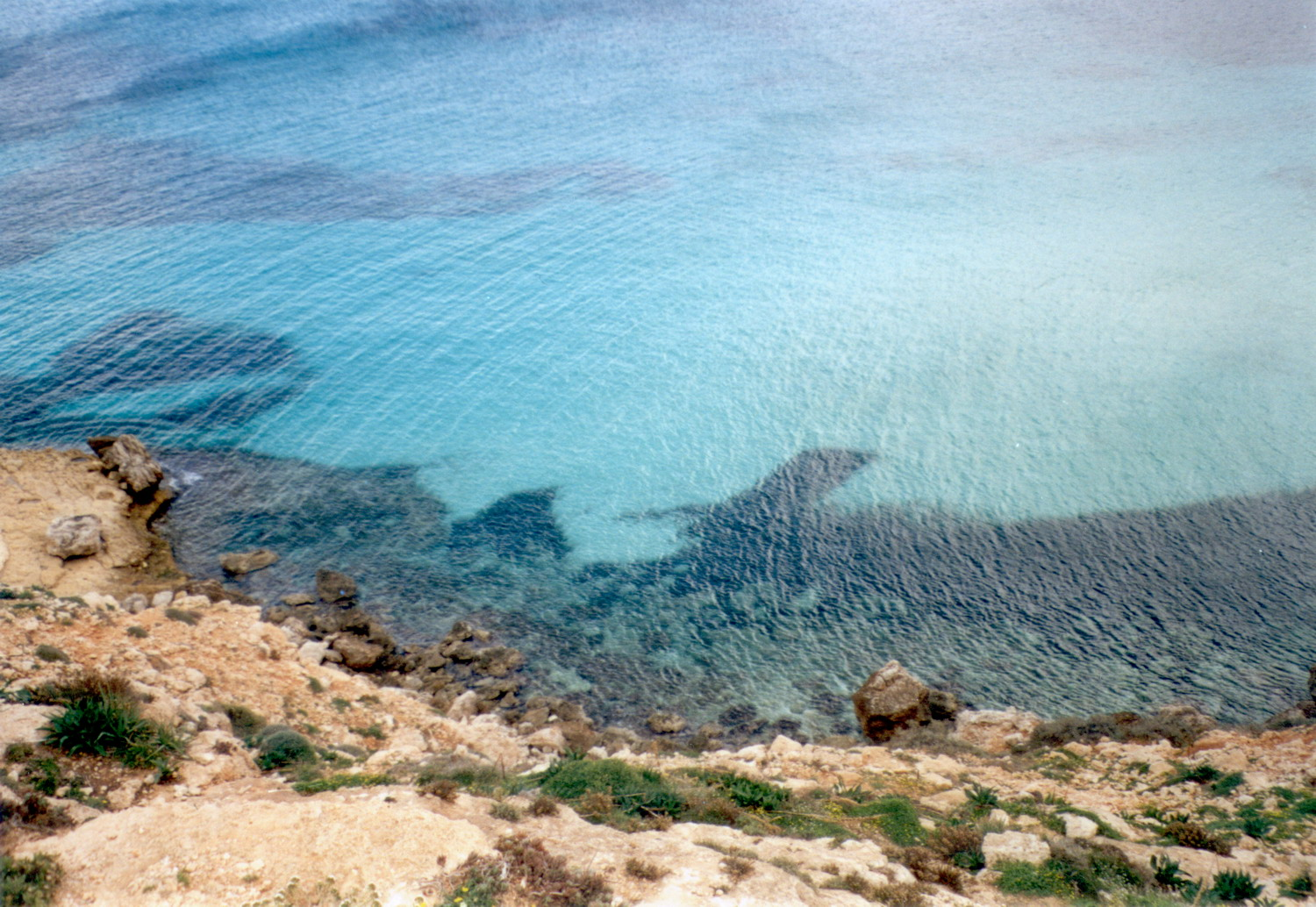
Un tratto di costa

Questi strati, ben visibili specialmente lungo la costa settentrionale dell'isola (da Capo Ponente a Capo Grecale), formano il letto su cui poggiano gli strati più duri di dolomite. Ciò determina il fenomeno delle falesie, cioè delle ripide scarpate e delle «mensole» formate da lancio continuo di sabbie e ciottoli che scavano un «solco di battente» nella roccia a livello del mare, scalzando alla base la parete rocciosa che finisce per crollare e trasformarsi in «ripa a strapiombo». Più vistose testimonianze dell'erosione profonda della costa, soprattutto a livello del mare, sono le grotte.
Punti d'interesse sono il *faraglione" dopo Punta di Muro Vecchio, lo Scoglio di Sacramento, l'Isola dei conigli, la Punta Sottile e il ponte aereo naturale che sovrasta una grotta inaccessibile da terra. La Punta Sottile è il luogo più meridionale dell'Italia.
Non mancano tratti di terreno pianeggiante, adatto alla vegetazione spontanea e alle coltivazioni. L'isola di Lampedusa, assieme a Lampione, non fa parte geograficamente del territorio europeo, in quanto situata sullo zoccolo africano, mentre Linosa fa ancora parte della zolla siciliana. Pertanto Lampedusa e Lampione sono gli unici territori italiani che dal punto di vista geografico si trovano non in Europa, ma in Africa.

### Natura

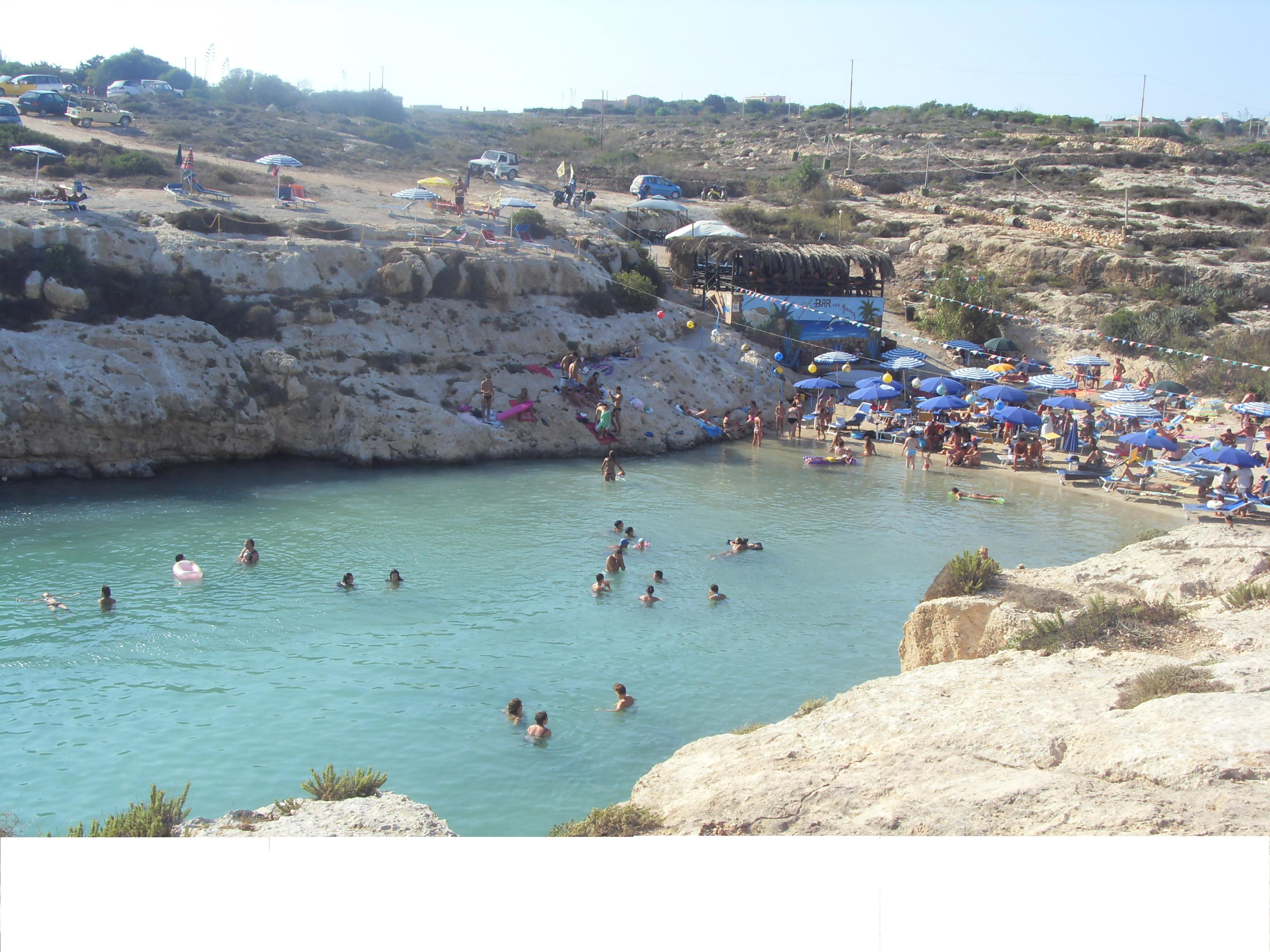
La spiaggia attrezzata di Cala Madonna

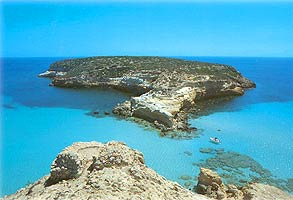
L'isolotto dei Conigli a Lampedusa

Edoardo Zavattari con un gruppo di scienziati attorno agli anni 1960 studiarono Lampedusa, e il loro resoconto fu pubblicato dalla Accademia Nazionale delle Scienze detta dei XL nel volume: Biogeografia delle Isole Pelagie; Geologia; Climatologia.
La spiaggia dei Conigli è oggi uno dei siti del Mediterraneo in cui le tartarughe marine Caretta caretta, studiate per la prima volta nel 1985 da Dieter Gramentz, depongono le uova. L'isola è una riserva naturale e comprende la spiaggia, l'isola dei Conigli e la macchia mediterranea. La flora e la fauna sono simili a quelle nord-africane. È parte dell'Area Marina Protetta "Isole Pelagie" istituita il 21 ottobre 2002 con decreto del Ministro dell'Ambiente.
Il paesaggio di Lampedusa annovera tre ambienti:
- la steppa: copre tutta la parte pianeggiante dell'isola;
- la prateria: nei valloni più distanti dall'abitato;
- la gariga: in alcuni valloni e cale del versante nord.

#### Mammiferi
I cervi, introdotti probabilmente dai principi Tomasi, erano già estinti alla fine del 1800, anche le capre portate sull'isola dagli stessi principi furono sterminate da Sanvisente intorno al 1847 perché recavano danno ai numerosi innesti degli ulivi. Nessuna traccia è rimasta degli altri mammiferi che negli stessi anni sembra che popolassero Lampedusa come il cinghiale, il bue domestico e l'asino.
Sono soltanto quattro, invece, le specie selvatiche di questa classe trovate recentemente: coniglio selvatico (Oryctolagus cuniculus), mustiolo (Suncus etruscus), pipistrello albolimbato (Pipistrellus kuhlii) e topolino delle case (Mus musculus). Nel mare che circonda l'isola sono presenti con regolarità tre specie di delfino: tursiope (Tursiops truncatus), stenella (Stenella coeruleoalba), delfino comune (Delphinus delphis). Un lontano ricordo è invece la foca monaca (Monachus monachus), mentre sono ancora facilmente osservabili, nel periodo tra marzo e aprile, alcuni grandi mammiferi quali la balenottera comune (Balaenoptera physalus), la balenottera minore (Balaenoptera acutorostrata) e il capodoglio (Physeter macrocephalus).

#### Uccelli

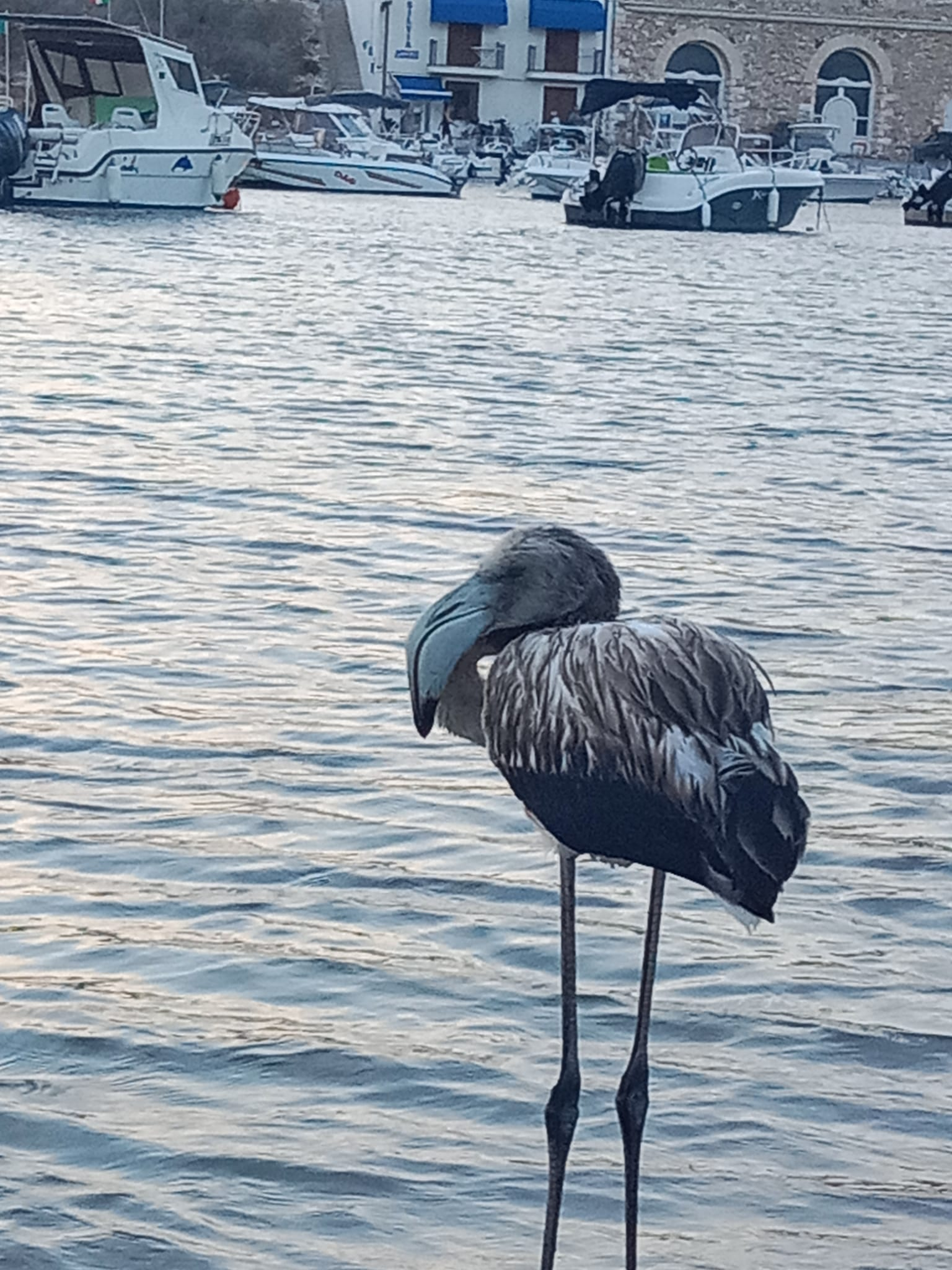
Fenicottero al porto vecchio

La vera vedetta alata dell'isola, presente però soltanto da aprile a settembre, è il falco della regina (Falco eleonorae). Altre specie nidificanti comprendono la berta maggiore (Calonectris diomedea), la berta minore (Puffinus puffinus), il gheppio, il falco pellegrino, il piccione selvatico, la calandrella, il cardellino e il fanello, il marangone dal ciuffo (Phalacrocorax aristotelis). Qualche nidificazione sporadica vi è stata pure da parte del beccamoschino, del fenicottero e lo strillozzo.
Deve essere inoltre citata la nutrita colonia di gabbiano reale (Larus argentatus) che nel mese di aprile depone sull'isola dei Conigli.

#### Rettili
Tra i rettili, tutti di grande interesse, va citata la presenza regolare in fase riproduttiva della tartaruga marina comune (Caretta caretta). Sul suolo dell'isola esiste anche un altro rappresentante dell'ordine Testudinati, la testuggine comune (Testudo hermanni). Il gruppo dei Sauri è rappresentato da tre specie: due comuni su tutta Lampedusa, il geco verrucoso (Hemidactylus turcicus) e il geco comune (Tarentola mauritanica), mentre la lucertola striata comune (Psammodromus algirus) si trova soltanto sull'isola dei Conigli e risulta introvabile (scientificamente assente) sull'isola di Lampedusa. Soltanto due specie di serpenti sono stati trovati a Lampedusa, ambedue di origine nordafricana: il colubro dal cappuccio (Macroprotodon cucullatus) e il colubro lacertino (Malpolon monspessulanus).

#### Pesci
L'assenza di raccolte d'acqua permanenti esclude la presenza di pesci d'acqua dolce a Lampedusa. Il mare è invece ricco di vita; vi si trovano la cernia, la murena, il dentice, la ricciola, il pesce pappagallo e più al largo, il pesce spada e il tonno.

#### Artropodi terrestri
A Lampedusa vive l'unico solifugo presente sul territorio italiano, appartenente alla specie Biton velox.

## Storia
Lampedusa è stata luogo di sosta per Fenici, Greci, Romani e Arabi.
Di questi ultimi ci sono riferimenti storici certi, riportati nel "Codice diplomatico di Sicilia sotto il governo degli Arabi, Volume 3, Parte 1", nel quale viene riportato che Lampedusa aveva un suo governatore, Jusuf ben Aabar e una popolazione stabile di 973 persone dediti alla pesca e alla salagione del pesce.
Gli Arabi sono coloro che lasciarono più impronte su quest'isola perché la utilizzarono come approdo nel corso delle loro scorribande piratesche, anche molto tempo dopo la cacciata ufficiale dalla Sicilia.
Successivamente, per un lungo periodo, l'isola rimase in tranquilla attesa di nuovi abitanti. Nel 1630 Giulio Tomasi, avo dell'autore de Il Gattopardo, fu insignito dal re di Spagna del titolo nobiliare di Principe di Lampedusa e Linosa. Nel 1760 fu colonizzata da sei francesi seguiti, dopo sedici anni, da un nucleo familiare maltese. In seguito fu un susseguirsi di piccoli gruppi di agricoltori capeggiati ora da maltesi ora da inglesi. Anche i russi, con il principe Grigorij Aleksandrovič Potëmkin tentarono l'acquisto dell'Isola per poter insediarvi una colonia di sudditi della zarina.
La prammatica del 28 luglio 1771 prescrive lo stabilimento di colonie sull'isola ed i coloni sono ladri, vagabondi e gente trista della capitale .Ad essi viene assegnato un pezzo di terra ove fabbricare una casa, cinque tomoli di terreno, strumenti agrari e cinque grana al giorno per tre anni.

### Lampedusa negli anni delle guerre napoleoniche
Nel 1802 Lampedusa fu in procinto di essere ceduta all'Impero britannico, a patto che questi rinunciasse all'occupazione militare dell'isola di Malta. Poiché gli inglesi alla fine decisero di non evacuare in tempi celeri l'arcipelago maltese, come invece aveva intimato loro Napoleone Bonaparte (colui che per primo strappò Malta all'omonimo ordine cavalleresco che lì da secoli vi aveva sede), Lampedusa non venne ceduta loro, continuando a rimanere sotto la bandiera del re di Sicilia. Il suo proprietario feudale, tuttavia - che in quei frangenti era il maltese Salvatore Gatt - la cedette in subaffitto a un commissario inglese, il quale tentò, invano, di impiantarvi una colonia numerosa posta sotto la protezione armata britannica. Il progetto svanì sia a causa della peste maltese del 1813 (che decimò l'appena nata colonia lampedusana), sia a causa della resa bellica di Napoleone Bonaparte del 1814, che determinò il ridimensionamento dei progetti britannici verso le isole siciliane.

### La colonizzazione su ordine di Ferdinando II di Borbone

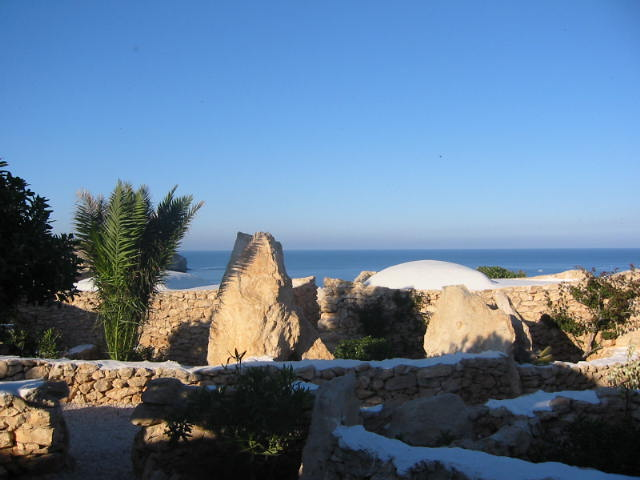
Tipico dammuso in località cala Creta

Rientrata in possesso dell'isola, la famiglia Tomasi chiese ai Borbone un congruo finanziamento per poter condurre sulle Pelagie le opere necessarie al ripopolamento. A un certo punto, nel corso dell'Ottocento, i Tomasi cedettero l'arcipelago pelagico a Ferdinando II di Borbone. Il sovrano non fece un acquisto avventato e riuscì a rendere attivo e produttivo l'arcipelago insediandovi circa 150 abitanti di Pantelleria che utilizzarono anche a Lampedusa i dammusi, tipiche costruzioni della loro isola.
Nel 1861 gli isolani divennero sudditi del Regno d'Italia che vi impiantò nel 1872 una colonia di domiciliati coatti, poi soppressa nel secolo successivo.

### La seconda guerra mondiale
Durante il decennio antecedente la seconda guerra mondiale, l'isola fu fortificata e dotata di numerose batterie navali e antiaeree, per la difesa e per la sua importante posizione strategica al centro del Mediterraneo, in una zona di massimo transito dei convogli. Ancora nel ventunesimo secolo è presente un bunker risalente, appunto, a quell'epoca. Il 18 agosto 1941 la cannoniera Macchi, ex austro-ungarica Ritter von Bilinsky, affondò nella Cala Croce sulla costa meridionale dell'isola a causa delle rischiose operazioni di salvataggio di una nave da trasporto, carica di truppe, munizioni e benzina.
Il Regio Esercito presidiò l'isola per diversi anni anche durante la guerra, mantenendola come postazione avanzata nel Mediterraneo a favore delle forze dell'Asse. Fino al 1943, quando durante l'operazione Corkscrew, ovvero le azioni militari precedenti allo sbarco alleato in Sicilia, gli alleati attaccarono e in breve tempo occuparono l'isola (lampedusa seconda guerra mondiale). Negli anni sessanta, dopo decenni di attesa, Lampedusa fu collegata dalla linea telefonica con la terraferma e vi furono costruiti una centrale elettrica e un aeroporto civile.

### La stazione LORAN

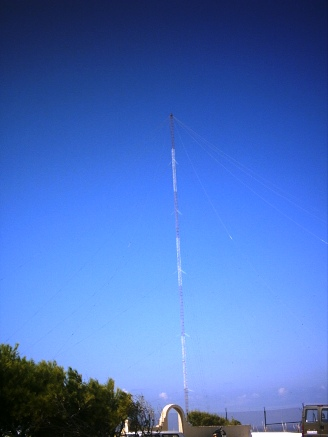
L'antenna LORAN di Lampedusa

Nella parte occidentale dell'isola si trova un'installazione militare. La base NATO, gestita da personale statunitense della United States Coast Guard sino al 1994, era sede di uno dei trasmettitori del sistema di radionavigazione LORAN ed era integrata in una rete di installazioni simili poste a Estartit in Spagna, Kargaburan in Turchia e Sellia Marina in Calabria a supporto della navigazione nel Mediterraneo. La stazione trasmittente, divenuta operativa nel 1972, era caratterizzata da una antenna alta 190,5 m.
Il 15 aprile 1986, le forze armate libiche del colonnello Gheddafi lanciarono due missili SCUD. I missili caddero ad appena due chilometri dalle coste lampedusane. La rete LORAN per il Mediterraneo è attualmente inattiva e la base militare è stata restituita alle Forze armate italiane ed è sede di installazioni radar. Nel marzo 2011 la ex base LORAN è stata utilizzata per ospitare donne e minori sbarcati sull'isola.

## Società

### Evoluzione demografica
Abitanti censiti

### Etnie e minoranze straniere
Gli stranieri residenti a Lampedusa al 31 dicembre 2022 sono 226. La comunità straniera più numerosa è quella proveniente dalla Romania, seguita dal Senegal.
1. Romania 114
2. Senegal 14

### Ponte tra Europa e Nordafrica
Per la sua posizione tra le coste nordafricane e il Sud d'Europa, l'isola negli ultimi venticinque anni è divenuta una delle principali mete delle rotte dei migranti africani nel Mediterraneo. È stato costruito un centro di accoglienza temporanea da 1 300 posti, gestito dal ministero dell'Interno, che provvede all'identificazione dei migranti e al loro trasferimento. Soprattutto nel periodo estivo migranti e rifugiati, partiti dai porti tunisini e libici, vengono soccorsi in mare dalle motovedette della Guardia Costiera e/o della Guardia di Finanza.
Il primo sbarco avvenne a metà ottobre del 1992 e riguardò 71 maghrebini. Dopo un mese di permanenza sull'isola, mantenuti dalla parrocchia locale e dalla popolazione, in mancanza di indicazioni da parte delle autorità venne organizzata una raccolta fondi per pagar loro il viaggio per Porto Empedocle. Il primo naufragio documentato con perdita di vite umane avvenne il 25 aprile 1996, quando ventuno tunisini annegarono a causa delle proibitive condizioni meteorologiche.
Il 28 giugno 2008 è stata inaugurata a Lampedusa la Porta di Lampedusa - Porta d'Europa, opera d'arte di Mimmo Paladino dedicata agli emigranti morti e dispersi in mare. I promotori del progetto sono Amani Onlus, Alternativa Giovani di Lampedusa e Arnoldo Mosca Mondadori. In venti anni l'isola ha visto sbarcare circa 400 000 migranti. Si ritiene che almeno 15 000 abbiano perso la vita in mare nel tentativo di raggiungerla. Il massimo di afflusso si raggiunse tra marzo e aprile 2011 quando furono 6 500 i migranti presenti sull'isola, a fronte di circa seimila residenti. L'8 luglio 2013, papa Francesco ha compiuto a Lampedusa il suo primo viaggio apostolico, sul tema dell'accoglienza dei migranti.
Il 3 ottobre 2013 un'imbarcazione carica di migranti è naufragata a poche miglia dall'imboccatura del porto causando 366 morti e oltre 20 dispersi. In seguito a questo tragico evento, su proposta di un comitato appositamente costituito, il 15 aprile 2015 la Camera dei Deputati ha approvato con 287 voti favorevoli, 72 contrari e 20 astenuti l'istituzione, per il 3 ottobre, di una "Giornata nazionale in memoria delle vittime dell'immigrazione". Il Senato italiano ha poi ratificato tale decisione il 16 marzo 2016.
Nel corso del 2016 gli sbarchi sono proseguiti toccando un picco di 1 800 arrivi nella sola giornata del 31 agosto.

### Riconoscimenti
I tragici eventi di questi anni hanno visto la popolazione locale impegnata in una catena di solidarietà (nel solo 2011 l'isola accolse e sfamò 11 000 nuovi arrivati) che ha portato l'isola a essere proposta per il Premio Nobel per la pace. Il 2 luglio 2004 ha ricevuto dal Presidente delle Repubblica Italiana la Medaglia d'oro al Merito Civile. Nel 2012 l'isola di Lampedusa ha ricevuto la medaglia d'oro al valor civile da parte della Regione siciliana, mentre nel 2015 ha ricevuto, per le sue caratteristiche di «Umanità, Imparzialità, Neutralità, Indipendenza, Volontarietà, Unità, Universalità», la medaglia d'oro al merito da parte della Croce Rossa Italiana e la medaglia d'oro dal «Comitato della Croce» di Cavarzere. Nello stesso anno, la sindaca Nicolini a nome dell'isola è stata insignita del Premio della pace 2015 promosso dal movimento civico Die Anstifter di Stoccarda. In passato altri isolani avevano ottenuto riconoscimenti per episodi specifici, tra i quali spicca la figura del responsabile del presidio sanitario e del poliambulatorio Pietro Bartolo.
Nell'estate del 2014 una coppia di coniugi, Christopher e Regina Catrambone, ha lanciato il progetto MOAS (Migrant Offshore Aid Station), un progetto di ricerca e soccorso in mare dei migranti totalmente finanziato da privati e supportato dall'associazione Medici senza frontiere. Nei 60 giorni di missione del 2014 il progetto ha assistito e portato in salvo 3 000 persone, mentre nel corso del 2015 il numero di persone assistite è salito a più di 16 000. Nel dicembre 2015 MOAS ha ricevuto dall'isola di Malta la Medaglia al Servizio per la Repubblica e nell'ottobre 2015 il Presidente Sergio Mattarella ha conferito l'onorificenza dell'Ordine al merito della Repubblica italiana alla cofondatrice di MOAS, Regina Catrambone.

## Infrastrutture e trasporti
Sull'isola ci sono solo strade comunali e trazzere (strade sterrate). La strada comunale più importante è la Via Grecale che passando per il Borgo Cala Creta collega l'abitato di Lampedusa, che si trova a sud con la punta nord-orientale dell'isola, dove si trova il Faro di Capo Grecale. Agli spostamenti est-ovest provvede la Strada di Ponente, che correndo lungo la costa meridionale collega il paese con l'estremità occidentale dell'isola. Altre strade comunali costeggiano la costa settentrionale o si diramano dal paese.

### Porti

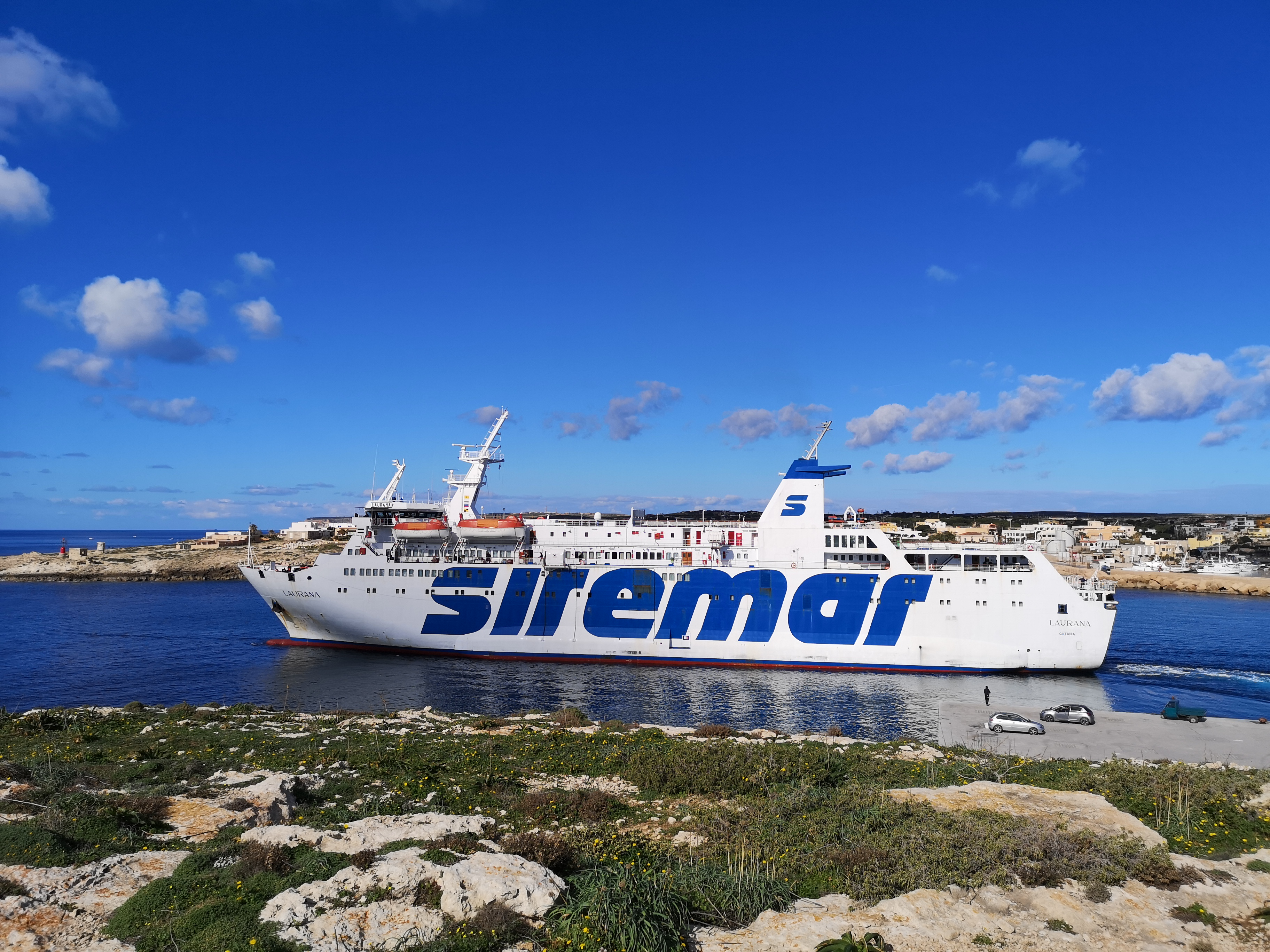
Il traghetto Laurana lascia il porto di Lampedusa

- Porto di Lampedusa, principale approdo dell'isola è formato da tre cale naturali, la Cala Palme a levante, la Cala Salina al centro e la Cala Guitgia a ponente. Due delle cale, quella centrale (Porto Nuovo) e quella di levante (Porto Vecchio), sono state banchinate e vengono usate per l'ormeggio di pescherecci e imbarcazioni da diporto. Nella cala di levante si trova anche il Molo Cavallo Bianco per l'attracco dei traghetti della Siremar che svolgono servizi giornalieri per Linosa e per Porto Empedocle, che è raggiungibile in otto ore. A causa dei forti venti e del mare mosso, nei mesi invernali i collegamenti marittimi con Lampedusa spesso vengono interrotti, mentre nei mesi estivi, da luglio a settembre, i collegamenti con Linosa e la Sicilia sono assicurati anche da aliscafi con servizio bigiornaliero.
- Molo di Cala Pisana, costruito nella località omonima, è stato ufficialmente inaugurato il 22 settembre 2010[40]. È il secondo approdo di Lampedusa costruito come alternativa al porto principale per le giornate con venti di libeccio che rendono difficoltoso l'approdo ai natanti. È composto da un molo costruito sulla sponda meridionale della cala che permette l'attracco anche di grandi navi come la Sansovino, che svolge il servizio con la Sicilia, e la Clodia[41] e la Excelsior[42] che vi stazionarono il 3 aprile 2011 per l'emergenza dei migranti nordafricani.

### Aeroporto
Dall'Aeroporto di Lampedusa il collegamento aereo è garantito tutto l'anno per gli aeroporti di Palermo e Catania. Essendo questi servizi delle tratte sociali, per questi due collegamenti i lampedusani usufruiscono di tariffe agevolate. Durante i mesi estivi diversi operatori turistici organizzano voli charter dalle principali località italiane.

## Cultura

### Media
I programmi radiofonici della RAI sono diffusi in FM su:
- Radio1 (Sicilia) 88,1 MHz
- Radio2 (Sicilia) 93,3 MHz
- Radio3 (Sicilia) 99,1 MHz[44]

### Cinema
Nel 2002 sull'isola è stato girato il film Respiro, con l'attrice Valeria Golino e la regia di Emanuele Crialese. Nel 2009 è stato girato il film L'ultima estate, con Roberto Farnesi, Daniela Poggi e la regia di Eleonora Giorgi.
Si svolgono a Lampedusa due festival cinematografici: il Lampedusa In Festival, organizzato da Luca Siragusa in collaborazione con realtà nazionali e internazionali, e Vento del Nord, organizzato da Massimo Ciavarro e Laura Delli Colli. Nel 2015, l'isola viene citata nel film Quo vado? di Checco Zalone.
Nel 2015 viene girato a Lampedusa il documentario Lampedusa in Winter di Jakob Brossmann. Nel 2016 vengono girate a Lampedusa le due puntate di Lampedusa - Dall'orizzonte in poi, miniserie prodotta da Fabula Pictures in collaborazione con Rai Fiction che è andata in onda in prima visione su Rai 1 il 20 e il 21 settembre dello stesso anno.
Nel 2016 il film documentario Fuocoammare di Gianfranco Rosi, girato sull'isola, vince l'Orso d'oro a Berlino e ottiene una nomination all'Oscar come Miglior Documentario. Nel 2018 viene interamente girato a Lampedusa il film Nour di Maurizio Zaccaro.

### Musica
A Lampedusa sono stati girati diversi videoclip musicali. Tra questi Mediterraneo di Mango, Io non sono razzista ma... di Willie Peyote e Socialismo tropicale del gruppo Lo Stato Sociale.

### La Porta d'Europa

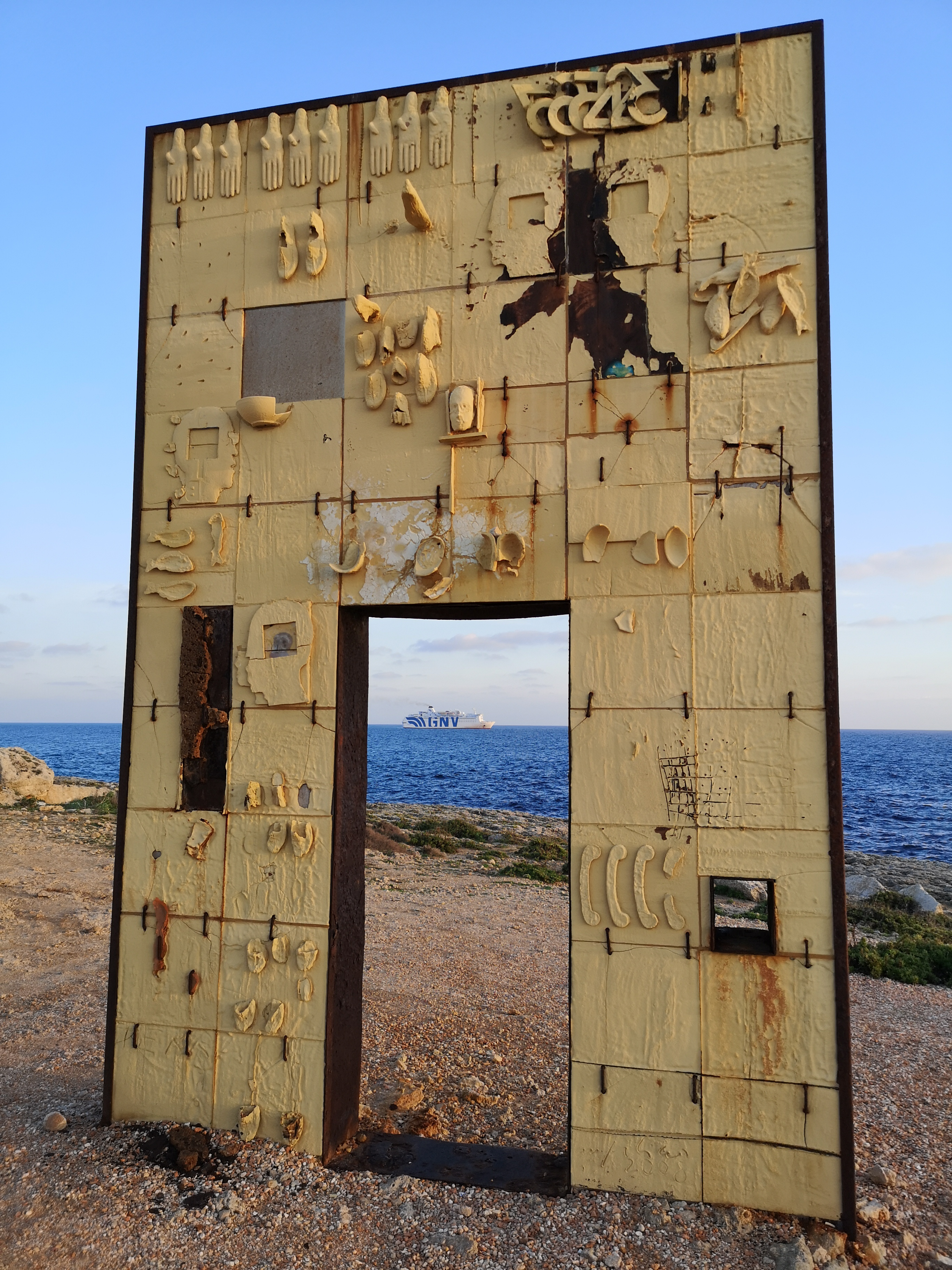
La Porta d'Europa

La "Porta d'Europa" è un'opera dell'artista Mimmo Paladino realizzata con una struttura in ceramica refrattaria e in ferro, inaugurata nel giugno 2008 in zona "Cavallo Bianco". Le sue dimensioni sono di cinque metri in altezza e tre in lunghezza. La porta è stata realizzata come monumento celebrativo "per tutti i migranti morti e dispersi in mare". L'opera è un progetto promosso da Amani Onlus ONG e Arnoldo Mosca Mondadori. Il 3 ottobre 2021 è stato eseguito il restauro conservativo dell'opera, che a causa della salsedine necessitava di questo intervento.

### O' Scià
O'Scià (saluto in dialetto pelagio, ma anche acronimo di "Odori, Sapori, Colori d'Isole d'Altomare") è stata una manifestazione musicale organizzata da Claudio Baglioni dal 2002 al 2012 nel mese di settembre sulla spiaggia della Guitgia. È stata soppressa a causa dei forti rumori che causava, i quali, tra l'altro, potevano allontanare le tartarughe Caretta caretta dall'isola.